# Alexander Scott
Alex Scott (Falkirk, 22 novembre 1936 – 13 settembre 2001) è stato un calciatore scozzese, di ruolo centrocampista.

## Palmarès

### Club

#### Competizioni nazionali
- Campionato scozzese: 4

Rangers: 1955-1956, 1956-1957, 1958-1959, 1960-1961
- Coppa di Scozia: 2

Rangers: 1959-1960, 1961-1962
- Coppa di Lega scozzese: 2

Rangers: 1960-1961, 1961-1962
- Coppa d'Inghilterra: 1

Everton: 1965-1966
- Community Shield: 1

Everton: 1963